# 観音寺市立観音寺中学校
観音寺市立観音寺中学校（かんおんじしりつ かんおんじちゅうがっこう）は、香川県観音寺市八幡町にある公立（市立）の中学校。

## 概要
観音寺市中央部からみて少し北、琴弾公園、有明浜の近隣に所在。
当中学校には、公式のマスコットキャラクターである「ぜにたん」がいる。2020年6月1日より正式に就任している。財田川から生まれたという設定であり、一人称は「私」、水色の竜であり、腹には銭形砂絵のマークが付けられており、背中には青松、頭には橘のマークがついている。

## 通学区域
- 観音寺町
- 茂木町1丁目〜5丁目
- 茂西町1丁目、2丁目
- 有明町
- 八幡町1丁目〜3丁目
- 天神町1丁目〜3丁目
- 幸町
- 栄町1丁目〜3丁目
- 南町1丁目〜5丁目
- 西本町1丁目、2丁目
- 港町1丁目、2丁目
- 三本松町1丁目〜4丁目
- 琴浪町1丁目、2丁目
- 瀬戸町1丁目〜4丁目
- 高屋町
- 室本町

## 著名な出身者
- 加藤義和 - 観音寺市長、加ト吉社長。
- 今津禮二郎 - 元観音寺市長

## 通学区域が隣接している学校
- 観音寺市立中部中学校
- 三豊市立豊中中学校
- 三豊市立仁尾中学校
- 観音寺市立伊吹小学校・伊吹中学校[注釈 1]